# 헤페르손 페레스
헤페르손 레오나르도 페레스 케사다(스페인어: Jefferson Leonardo Pérez Quezada, 1974년 7월 1일~)는 에콰도르의 육상 선수이다. 주 종목은 경보로 특히 20km 부문에서 활약했다.

## 경력
1974년 쿠엥카에서 오래된 마을인 엘 베시노에서 마누엘 헤수스 페레스와 마리아 루크레시아 케사다 부부의 아들로 태어났다. 페레스의 가정은 가난했기 때문에 학교를 다니면서 가족을 도와 일을 했다. 노동과 동시에 학업에도 열중했기 때문에 아수아이 대학교를 졸업했다.
고등학교 시절 학교 체육 수행평가로 경보가 채택되어 처음으로 경보에 입문했다. 두각을 드러낸 그는 전문 선수가 되었으며 1988년에는 에콰도르 주니어 국가대표 선수로 발탁되었다. 이후 1991년에는 에콰도르 국가대표 선수가 되었다. 1992년 스페인 바르셀로나에서 열린 1992년 하계 올림픽 20km 경보 종목에 참가하면서 올림픽에 처음으로 출전했으나 완주에 실패했다. 이후 1996년 애틀랜타에서 열린 1996년 하계 올림픽때 20km 경보 종목에서 1시간 20분 07초의 기록으로 러시아의 일리야 마르코프와 멕시코의 베르나르도 세구라를 누르고 금메달을 획득했다.
2000년 시드니에서 열린 2000년 하계 올림픽에서 1시간 20분 18초의 기록으로 폴란드의 로베르트 코제니오프스키, 멕시코의 노에 에르난데스, 러시아의 블라디미르 안드레예프의 뒤를 이어 4위에 올랐다. 이후 2003년 파리에서 열린 2003년 세계 선수권 대회 20km 경보에서 스페인의 파키요 페르난데스와 러시아의 로만 라스카조프를 누르고 금메달을 획득했다. 이 대회에서 페레스는 1시간 17분 21초를 기록하면서 세계 신기록을 갱신했다.
2004년 그리스 아테네에서 열린 2004년 하계 올림픽 20km 경보에서 1시간 20분 38초의 기록으로 이탈리아의 이바노 브루녜티, 스페인의 페르난데스, 오스트레일리아의 네이선 디크스의 뒤를 이어 지난 시드니 올림픽 때와 같이 4위에 올랐다. 2008년 34세의 나이로 베이징에서 열린 2008년 하계 올림픽에서 1시간 19분 15초의 기록으로 러시아의 발레리 보르친의 뒤를 이어 2위로 은메달을 획득했다. 베이징 올림픽 이후 현역에서 은퇴했다.